# مصابيح لورنزيني

رسم توضيحي لمواقع تواجد المستقبلات الكهربائية (مصابيح لورنزيني) وقنوات الخط الجانبي في رأس سمك القرش

 مصابيح لورنزيني (مفرد: مصباح لورنزيني) هي عبارة عن أعضاء حسية متخصصة، تعرف على أنها حاسة سادسة تميز فئة الأسماك الغضروفية، هذه الأخيرة التي تستعمل هذا العضو  لاكتشاف الموجات الكهربائية الناتجة عن المجالات الكهرومغناطيسية التي تصدرها الفريسة، كما تستعملها أيضا في استشعار درجة الحرارة.
يمكن إيجاد مصابيح لورنزيني بشكل خاص عند كل من أسماك القرش، والشفنينيات، وأسماك الخرافيات، كما يمكن إيجادها كذلك عند بعض الأنواع الأخرى كأسماك الحفش والأسماك الرئوية.
فيما يخص عددها فإنه يختلف من من قرش لآخر وفقا لحجمه وشكلله، عند قروش القرن مثلا يقدر عددها بحوالي 148 مصباح، في حين قد يرتفع هذا العدد ليصل إلى حوالي 2000 عند بعض القروش الأخرى.

## التاريخ
إكتشف عالم الأحياء الإيطالي ستيفانو لورنزيني في عام 1678 وجود مسام تطل على أنابيب شفافة خلال دراسته التي أجراها على أسماك الرعاد. في وقت لاحق، لاحظ وجود نفس تلك الأعضاء، موزعة على طول محيط فم أسماك القرش ، لكنه وبالرغم من ذلك لم يستطع حينها تحديد الفائدة من وجودها.
في نهاية القرن التاسع عشر، وبعد اختراع المجهر، توصل الباحثون أخيرا إلى أن المسام الموجودة في مقدمة رأس القرش إلى جانب تلك الهياكل الأنبوبية التي تمتد منها، التي أصبحت اليوم تحمل اسم مصابيح لورنزيني (نسبة للعالم الإيطالي ستيفانو لورنزيني)، تشكل مجتمعة نوعا من الأجهزة الحسية التي تميز هذه الأنواع من الأسماك.
وعليه فإن كل أنبوب ينتهي بجيب صغير على شكل لمبة (مصباح) يبرز منها عصب دقيق متصل بفروع العصب الأمامي القادم من الخط الجانبي. وتمتد هذه الألياف العصبية وصولا إلى قاعدة الجمجمة وتدخل إلى الدماغ مرورا بالحبل الشوكي للقرش.
في بداية القرن العشرين، وباستثناء كون هذا العضو يشكل جهازا حسيا، لم يكن الغرض من هذه المصابيح ولا كيفية عملها مفهوما بشكل واضح.
نتيجة لبعض التجارب الفيزيولوجية التي أجريت خلال القرن العشرين إفترض الباحثون أن دورها يتجلى في حساسيتها لدرجات الحرارة والضغط الميكانيكي وربما الملوحة أيضا.
إلا أنهم سرعان ما تمكنو فيما بعد من فهم وظائفها الأساسية التي تتمثل في كشف وإستشعار المجالات الكهربائية الصادرة عن الفرائس أثناء تقلصات عضلاتها، وأيضا إستشعار وكشف تدرجات الحرارة.

## الوصف
كل لمبة (مصباح) تتكون من قناة مليئة بهلام موصل للكهرباء (كهرو موصل)، مفتوحة من جهة سطح الجلد من خلال مسام وتنتهي في جهتها القاعدية بحزمة من الجيوب الصغيرة المليئة بالمستقبلات الكهربائية.
في معظم الأحيان تكون مصابح لورينزيني مجتمعة في حزم داخل الجسم، في كل حزمة توجد عدة مصابيح متماثلة (يسار/يمين) ومتصلة بأجزاء مختلفة من الجلد.
طول القنوات الموصلة للكهرباء يتغير من حيوان لآخر، توزيعها هو الآخر يتغير وفقا لشكل الحيوان، مميزاته، ووظائفه.
تظهر المسام على شكل بقع داكنة على الجلد، توفر لأسماك القرش والشفنينيات حاسة سادسة قادرة على كشف المجالات الكهرومغناطيسية الصادرة عن فرائسها، وكذلك استشعار تدرجات الحرارة.

## كشف الحقول الكهرومغناطيسية وتدرج الحرارة

### الحقول الكهرومغناطيسية
تقوم مصابيح لورنزيني بكشف المجالات الكهربائية في الماء، بالأخص استشعار الفرق بين توتر مسام الجلد والتوتر الأساسي للخلايا المستقبلة للكهرباء.
+ التحفيز الإيجابي للمسام يؤدي إلى خفض معدل نشاط العصب القادم من الخلايا المستقبلة للكهرباء.
- أما التحفيز السلبي للمسام فإنه يرفع من معدل النشاط لنفس العصب القادم دائما من الخلايا المستقبلة للكهرباء.
أسماك القرش تكون أكثر حساسية للمجالات الكهربائية القادمة من أي حيوان آخر، مع عتبة حساسية منخفضة تصل إلى 0.5 ميكرو فولت لكل متر. أي 5 /10000000 فولت مقاسة في لمبة واحد  بطول 1 سنتيمتر.
يمكن للقرش بذلك الكشف عن تقلصات العضلات المنبعثة من كل المخلوقات الحية القريبة، لذلك وبصفة خاصة يمكن لأسماك القرش وكذا أسماك الشفنينيات تحديد موقع فرائسها حتى وإن كانت مدفونة في الرمال.
معلوم أن الحقول الكهربائية التي تنتجها التيارات المحيطات تنتقل عبر المحيط، ومعروف أيضا أن المجال المغنطيسي للأرض يصنف من نفس درجة المجالات الكهربائية، لذلك فإن أسماك القرش والشفنينيات قادرة على استشعارهما معا، بل وإنهم قادرون أيضا على الاستعانة بالمجالات الكهربائية لتيارات المحيطات لكي يتمكنو من توجيه أنفسهم في المحيط، وأيضا يمكنها استخدام مصادر أخرى للمجالات الكهربائية في المحيط للتوجه المحلي. بالإضافة إلى ذلك، فإن المجال الكهربائي الذي تنجه أجسام القروش خلال عملية سباحتها في المجال المغناطيسي للأرض يمكن أن تعطي لهم أدلة حول توقيعهم المغناطيسي الخاص.
لاينبغي الخلط بين مصابيح لورنزيني والخط الجانبي، هذا الأخير الذي هو عبارة عن جهاز يقع على كلتا جانبي سمكة القرش، من الرأس إلى الذيل والذي يتألف من خلايا مهدبة قادرة علي اكتشاف اختلافات الضغط، الشئ الذي يساعد أسماك القرش على إستشعار الحركات الدقيقة لفريستها داخل دائرة قطرها 20 مترا.

### تدرج الحرارة
تسمح مصابيح لورنزيني لأسماك القرش كذلك للكشف عن التغيرات في درجة حرارة الماء المحيط بها. حيث يشكل كل مصباح (لمبة) مجموعة من الخلايا الحسية المكونة أساسا من ألياف عصبية متعددة، محاطة في أنبوب مليئ بالهلام مع فتحة مباشرة على السطح على شكل مسام.
الهلام الموصل للإلكترونات (الإليكترو-موصل) عبارة عن مادة مكونة من بروتين سكري يتميز بمقاومة مماثلة لمقاومة مياه البحر، ولها خصائص مماثلة لتلك التي عند شبيه الموصلات الكهربائية ، حيث تصل موصليتها للكهرباء إلى حوالي 1.8 ملي ثانية لكل سم، هذه القيمة تجعلها أكثر مادة بيولوجية موصلة للكهرباء تم اكتشافه حتى الآن.تسمح للقروش أساسا بترجمة تغيرات درجة الحرارة إلى إشارة كهربائية يمكن للقرش استخدامها للكشف عن تدرجات الحرارة.

## طارد القرش الإلكتروني
أقفاص سمك القرش، التي صممت خصيصا لحماية الغواصين، تعد مرهقة وصعبة الإنزال البحر، ويمكن أن تضر أو حتى أن تقتل أسماك القرش التي تحاول الهجوم على الغواصين بداخلها.
لذلك قام كل من الدكتور غرايم شارتر والسيد ستاركي نورمان معا بتطوير ما أسموه ب ال POD (Protective Oceanic Device)، بالعربية يعني جهاز الحماية المحيطي، والذي يعد أول طارد إلكتروني للقروش مخصص للغواصين تجنبا لأي هجوم مفاجئ للقروش، وقد أثبث فاعليته وتمكن بشكل باهر من إبعاد القروش دون الحاجة لأقفاص تقليدية.
مبدء عمله يعتمد بالأساس على تهييج مصابيح لورنزيني الخاصة بالقرش الأبيض الكبير على سبيل المثال الذي أجريت عليه التجارب، باستخدام المجال المغناطيسي الذي ينتجه هذا الجهاز.

## روابط خارجية
- المختبر الكندي لأبحاث سمك القرش